# Підприємець
Підприє́мець — суб'єкт, який поєднує в собі новаторські та комерційні здібності для пошуку та розвитку нових видів і методів виробництва.
Людвіг фон Мізес, один з найбільш відомих представників Австрійської школи економіки писав:
Вступ до лав підприємців у ринковому суспільстві, не саботованому втручанням уряду чи інших органів, що вдаються до насильства, відкритий для всіх.

Planning for Freedom, p. 117

## Підприємці в Україні
В Україні підприємцем (суб'єктом господарювання) можуть бути:
- фізичні особи
- юридичні особи.

Суб'єкт підприємницької діяльності — фізична особа
Чинне законодавство України переважно тлумачить термін «підприємець» як фізичну особу, що здійснює підприємницьку діяльність, тобто ініціативну, систематичну, на власний ризик діяльність з метою одержання прибутку, без створення юридичної особи, і зареєстрована як підприємець у встановленому законом порядку.
В Україні ФОП можуть здійснювати підприємницьку діяльність користуючись загальною системою оподаткування або спрощеною системою оподаткування (сплата єдиного податку).
Особливістю ведення господарської діяльності без створення юридичної особи є істотно більша відповідальність порівняно з юридичною особою та дещо обмежені права. Так, ФОП відповідає усім своїм майном, крім майна, на яке згідно із законом не може бути звернено стягнення, фізична особа — підприємець, яка перебуває у шлюбі, відповідає усім своїм особистим майном і часткою у праві [Спільна сумісна власність|спільної сумісної власності) подружжя, яка належатиме їй при поділі цього майна та ФОП не має право займатися певними видами господарської діяльності (діяльністю, яка потребує ліцензування(надання дозволу): діяльність з обігу наркотичних засобів, психотропних речовин і прекурсорів чи, наприклад, надавати фінансові послуги, якщо інше прямо не передбачене законом(випуск платіжних документів, фінансовий лізинг, послуги у сфері страхування та у системі накопичувального пенсійного забезпечення тощо).
Однак ФОП мають право на отримання Свідоцтва платника ПДВ (Податок на додану вартість) за бажанням.
ФОП можуть винаймати на роботу як членів своєї родини, так і сторонніх осіб, оформлюючи це через відповідні інстанції (Фонд зайнятості, Пенсійний фонд, Податкова служба)
Суб'єктами підприємницької діяльності (підприємцями) можуть бути: громадяни України, інших держав, не обмежені законом у правоздатності або дієздатності, які здійснюють діяльність, метою якої є отримання прибутку; юридичні особи всіх форм власності.
Обмеження права фізичної особи на здійснення підприємницької діяльності встановлюються Конституцією України та законом. Фізична особа здійснює своє право на підприємницьку діяльність за умови її державної реєстрації в порядку, встановленому законом.
Інформація про державну реєстрацію фізичних осіб-підприємців є відкритою. Якщо особа розпочала підприємницьку діяльність без державної реєстрації, уклавши відповідні договори, вона не має права оскаржувати ці договори на тій підставі, що вона не є підприємцем.
Число підприємців
Станом на 15 січня 2013 року в Україні було зареєстровано 2 507 083 фізичні особи — підприємці, тобто майже кожен 18-й громадянин сьогодні зареєструвався підприємцем. Найбільше — на Донеччині (198 532). Далі йде столиця — 197 154. Трійку лідерів завершує Харківщина — 182 592. Найменше охочих займатися власною справою на Рівненщині (45 039), Кіровоградщині (45 957) та Чернігівщині (46 603).
З початку року кількість фізичних осіб-підприємців (ФОП) в Україні зросла на 26 472 одиниць, або на майже 2 %. У січні 2022 року, за даними Державної служби статистики, ФОПів було 1 359 002, зараз — 1 385 474.

## Концепція творчого підприємця
Творчий підприємець — головна дійова особа соціальних процесів згідно поглядів Австрійської економічної школи, який «знаходиться у постійному пошуці нових цілей і засобів, засвоює досвід минулого, напружує уяву для відкриття і створення майбутнього (через дію)». Концепція творчого підприємця австрійської школи протиставляється «людині економічній», яку сповідує сучасна мейнстрімна неокласична економіка.